# Psilolechia lucida
Psilolechia lucida (auch Gelbfrüchtige Schwefelflechte, Syn.: Biatora lucida, Lecidea lucida) ist eine Krustenflechtenart aus der Familie der Pilocarpaceae, die auf saurem Gestein an regengeschützten Stellen vorkommt.

## Beschreibung
Psilolechia lucida ist eine Krustenflechte, d. h. ihr Thallus liegt eng auf der Unterlage auf. Er bildet ein pulverartiges bis körniges, teilweise von unregelmäßigen Rissen durchzogenes Lager von hell gelbgrüner Färbung. Apothecien sind selten, dann konvex gewölbt bis kugelig mit randloser gelb-oranger Scheibe von wachsigem Aussehen, die einen Durchmesser von bis zu 0,36 mm erreicht. Die Ascosporen besitzen Abmessungen von 4–5 × 1–1,5 µm. Der Photobiont ist eine coccale, Trebouxia-ähnliche Grünalge.

## Verbreitung
Die Art ist in Nord- und Südamerika, Europa, Asien, Tasmanien und Hawaii anzutreffen. In Europa verläuft die nördliche Arealgrenze durch das südliche Fennoskandien. Psilolechia lucida siedelt auf saurem Gestein (Silikat oder Sandstein), fast stets an schattigen regengeschützten Stellen, etwa Felsüberhängen. Sie ist auch auf anthropogenem Substrat wie beispielsweise Mauern oder Grabsteinen zu finden. Selten wird auch Baumrinde besiedelt. 

## Sonstiges
Psilolechia lucida wurde von der  Bryologisch-lichenologischen Arbeitsgemeinschaft für Mitteleuropa zur Flechte des Jahres 2015 gewählt.